# ジョズエ・ペスケイラ
ジョズエ・フィリペ・ソアレス・ペスケイラ（ポルトガル語: Josué Filipe Soares Pesqueira, 1990年9月17日 - ）は、ポルトガル・ヴァロンゴ出身のサッカー選手。ポジションはMF。

## 経歴
1999年からFCポルトのユースチームに所属し、2009年にトップチームに昇格した。その後レンタル移籍を繰り返した後の2011年、FCパソス・デ・フェレイラに移籍した。2013年に古巣のFCポルトに4年契約で移籍した。

## 代表歴
ポルトガル代表として各年代でプレーした。

## タイトル
クラブ
FCポルト
- スーペルタッサ・カンディド・デ・オリベイラ 2013

アクヒサル・ベレディイェスポル
- TFFスュペル・クパ 2018